# La Robine-sur-Galabre
La Robine-sur-Galabre é uma comuna francesa na região administrativa da Provença-Alpes-Costa Azul, no departamento dos Alpes da Alta Provença. Estende-se por uma área de 45,9 km².